# أليسا كليبانوفا
أليسا كليبانوفا (الروسية: Клейбанова, Алиса Михайловна) مواليد 15 يوليو 1989 في موسكو، هي لاعبة كرة مضرب روسية بدأت مسيرتها كمحترفة سنة 2003 تلعب باليد اليمنى وتحتل حالياً المرتبة رقم. 656 (14 ديسمبر 2015) في تصنيف رابطة محترفات كرة المضرب. هي إحدى بطلات الجراند سلام. أعلى تصنيف لها في الفردي كان المركز الـ 20 في سنة 2011.

## النهائيات

### الفردي: 1 (الوصافة 1)
| الحصيلة | السنة | البطولة | الأرضية | المنافس        | النتيجة       |
| ------- | ----- | ------- | ------- | -------------- | ------------- |
| الوصافة | 2010  | بالي    | صلبة    | آنا ايفانوفيتش | 2–6, 6–7(5–7) |

### البطولات الممتازة

#### الزوجي: 1 (الألقاب 1)
| الحصيلة | السنة | البطولة | الأرضية | الشريك            | المنافس                    | النتيجة  |
| ------- | ----- | ------- | ------- | ----------------- | -------------------------- | -------- |
| الفوز   | 2009  | طوكيو   | صلبة    | فرانسيسكا شيافوني | دانيلا هانتشوفا أي سوجياما | 6–4, 6–2 |

## الخط الزمني للأداء

### الفردي
مفتاح
| ف | ن | ن.ن | ر.ن | د# | د.م | ل | أ.أ | ت | غ | ب | ف | ذ | م.خ | ل.ت |

(ف) فاز بالبطولة (ن) وصل النهائي (ن.ن) نصف النهائي (ر.ن) ربع النهائي (د#) الأدوار الأربعة الأولى (د.م) دور المجموعات (ل) شارك في كأس ديفيز (أ.أ) خرج من الأدوار الاولى (ت) خسر التصفيات التأهيلية (غ) غاب عن الحدث أو البطولة (ب) حصل على ميدالية برونزية (ف) حصل على ميدالية فضية (ذ) حصل على ميدالية ذهبية (م.خ) بطولة الماسترز خُفضت إلى مرتبة أقل (ل.ت) البطولة لم تعقد في السنة المعينة.
لتجنب الارتباك وازدواجية الحساب، يتم تحديث هذه المعلومات إما في نهاية البطولة، أو عندما تكون مشاركة اللاعب في البطولة قد انتهت.
| دورات الجراند سلام |     |     |     |     |     |     |     |     |       |
| أستراليا المفتوحة  | غ   | د2  | د4  | د3  | د2  | غ   | غ   | ت1  | 7–4   |
| فرنسا المفتوحة     | غ   | د2  | د1  | د3  | غ   | غ   | غ   | غ   | 3–3   |
| بطولة ويمبلدون     | غ   | د4  | د2  | د3  | غ   | غ   | غ   | غ   | 6–3   |
| أمريكا المفتوحة    | غ   | د2  | د1  | د2  | غ   | غ   | د2  | د2  | 4–5   |
| فوز-خسارة          | 0–0 | 6–4 | 4–4 | 7–4 | 1–1 | 0–0 | 1–1 | 1–1 | 20–15 |

## وصلات خارجية
- أليسا كليبانوفا على موقع رابطة محترفات التنس (الإنجليزية)
- أليسا كليبانوفا على موقع الاتحاد الدولي لكرة المضرب (الإنجليزية)
- أليسا كليبانوفا على موقع كأس بيلي جين كينغ (الإنجليزية)
- أليسا كليبانوفا على موقع خلاصة التنس.كوم (الإنجليزية)
- أليسا كليبانوفا على موقع إي إس بي إن.كوم (الإنجليزية)

- الموقع الرسمي